# Aída Flix
Aída Flix Filella (Torrebeses, Lérida, 1 de abril de 1988) es una actriz española de teatro, cine y televisión.
Es conocida principalmente por su papel de Matilde Navalón en Amar en tiempos revueltos, de TVE, y su secuela Amar es para siempre, de Antena 3.

## Biografía
A los 7 años empieza a estudiar pintura, piano y canto coral, aunque años más tarde cambia el piano por el teatro y comienza en el mundo de la interpretación en el “Aula municipal de Teatre” de Lérida, compaginando su formación educativa con el teatro y la pintura hasta los 18 años.
Una vez finalizados sus estudios en Lérida, se traslada a Barcelona para formarse como actriz, donde estudia danza y comedia musical en el centro Coco Comín.
Sus primeros pasos interpretativos los hace a los 17 años con la compañía XIP XAP de Lérida dónde se mantuvo trabajando más de seis años.
Entre 2003 y 2009 trabaja en diferentes compañías de teatro con hasta 10 obras representadas, entre ellas ” El Cascanueces”, con la cual hace gira por toda España. Al finalizar la gira en 2009 continua su formación en La Bobina, donde finaliza sus estudios de interpretación de teatro, cine y televisión. Tras aparecer en diversos anuncios  así como en el videoclip de Sergio Rivero,  “Contigo”, en 2010, se adentra en el mundo del cine de la mano de Ventura Pons con la película Mil cretinos. Ese mismo año, rueda la película El secreto de los 24 escalones de Santiago Lapeira y posteriormente, en el 2011, la película-documental “Energía 3D” de J. A. Duran.
En el año 2009 fue galardonada con el Premio Buero Vallejo (Edición IV).
En 2012 se estrena en televisión con la serie Amar en tiempos revueltos en la que interpreta a “Matilde Navalón”, personaje con el cual continúa en la secuela de la serie Amar es para siempre.
En 2014 se incorpora a la serie El secreto de Puente Viejo donde interpreta a "Amalia Jordán Aliaga de Castro", creando un triángulo amoroso con la pareja de Bosco (Francisco Ortiz) e Inés (Fariba Sheikhan)
En 2018 se incorpora a la serie Dalia de las hadas donde interpreta Celeste

## Filmografía

### Televisión
- Amar en tiempos revueltos, como Matilde Navalón (2012)
- Kubala, Moreno i Manchón, Episodio: La núvia (2013)
- Gran Hotel, Episodio: Nobleza obliga, como la Reina Victoria Eugenia de España (2013)
- Gran Nord , Episodio: Goodbye Danny! (2013)
- Amar es para siempre, como Matilde Navalón (2013)
- Rotten Rain, como Claudia Satorra (2013)
- El secreto de Puente Viejo, como Amalia Jordán Aliaga de Castro (2014-2015)
- Vita da Carlo, como la niñera Eva (2024)

### Cine
Largometrajes
- Mil cretinos, como la Bella Durmiente. Dir. Ventura Pons (2011)
- Energía 3D, como María. Dir. J. A. Duran (2011)
- El secreto de los 24 escalones, como Andrea. Dir. Santiago Lapeira (2012)
- El techo amarillo, ella misma. Dir Isabel Coixet (2022)

Cortometrajes
- 3 camas. Dir. Clara de Cruilles (2007)
- Party. Dir. Georgina Castellsegue (2008)
- Mr. Wallash. Dir. Alex García (2008)
- El pañuelo. Dir. Ricardo A. Solla (2011)
- Mai, Dir. Marta González de la Vega (2019)

### Teatro
- El cascanueces. Dir. Dani Coma (2008)
- Divorci. Dir. Miquel Murga (2013)

## Publicidad
- Anuncio Freixenet "La vida es para celebrarla" (2012)
- Anuncio Freixenet " Archivado el 4 de marzo de 2016 en Wayback Machine. (2014)
- Anuncio Cartuchos Prink  (2013)